# 郑焕文
郑焕文（1925年—），又名郑时，男，黑龙江齐齐哈尔人，中国机械制造专家，曾任东北工学院教授、博士生导师。